# Erythrina atitlanensis
Erythrina atitlanensis  (лат.) — вид цветковых растений рода Эритрина (Erythrina) семейства Бобовые (Fabaceae). 

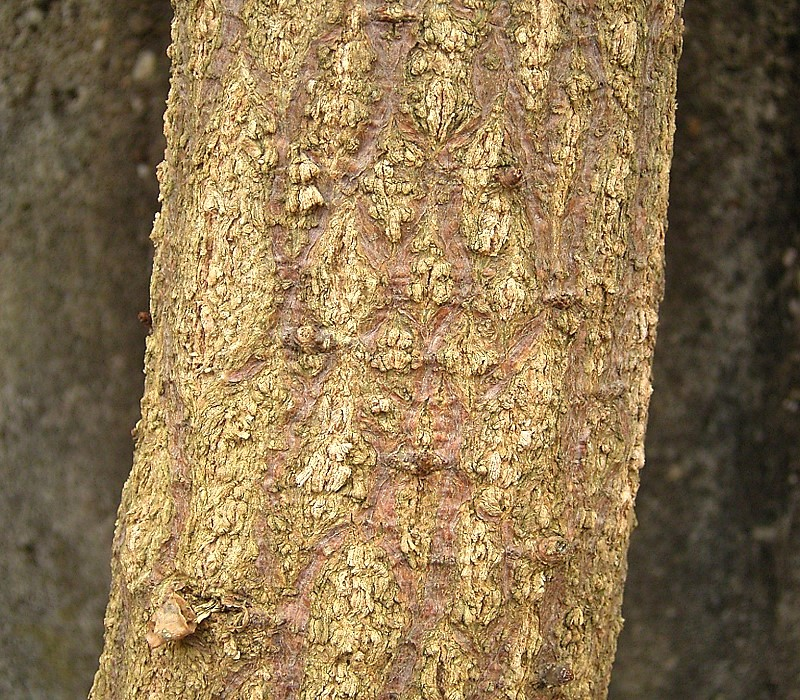
Ствол

Эндемик Гватемалы. Представляет собой дерево с красными цветками.